# فریگیت کلاس نیتروی
فریگیت کلاس نیتروی (به انگلیسی: Niteroi-class frigate) یک کلاس از کشتی است که طول آن ۱۲۹٫۲ متر (۴۲۴ فوت) می‌باشد.